# Veľký Krtíš
Veľký Krtíš es la capital del distrito de Veľký Krtíš en la región de Banská Bystrica, Eslovaquia, con una población estimada a final del año 2024 de 10 274 habitantes.
Se encuentra ubicada al suroeste de la región, en la cuenca hidrográfica del río Ipoly —un afluente izquierdo del Danubio— y cerca de la frontera con la región de Nitra y con Hungría.

## Demografía
| Año        | 1994   | 2004    | 2014     | 2024     |
| ---------- | ------ | ------- | -------- | -------- |
| Población  | 14 160 | 13 932  | 12 424   | 10 274   |
| Diferencia |        | −1,61 % | −10,82 % | −17,30 % |

| Año        | 2023   | 2024    |
| ---------- | ------ | ------- |
| Población  | 10 457 | 10 274  |
| Diferencia |        | −1,75 % |